# Acha Septriasa
 (juillet 2023).
Jelita Septriasa, ou Acha Septriasa née le 1er septembre 1989 à Jakarta, est une actrice indonésienne.

## Biographie
Septriasa est née Jelita Septriasa à Jakarta, en Indonésie, le 1er septembre 1989 de Sagitta Ahimshah et Rita Emza; elle est la troisième fille de leurs six enfants. Sa sœur cadette, Juwita Maritsa, qui lui ressemble, est également actrice. Elle a fait sa scolarité à École primaire Muhammadiyah 6 de 1995 à 2001, puis l'École intermédiaire 73 de 2001 à 2004; les deux sont à Tebet, au sud de Jakarta. Son lycée était le Lycée d'État 82, Jakarta, qu'elle a fréquenté de 2004 à 2007.
Acha Septriasa a commencé sa carrière dans le mannequinat en tant que concours Gadis Sampul, organisé par le magazine pour adolescents Gadis en 2004. Son premier rôle au cinéma était dans C'est quoi l'amour? en 2005 dans lequel elle avait un rôle de soutien. L'année suivante, elle est devenue célèbre avec le succès de Cœur, dans lequel elle a joué aux côtés de Julia Perez et de son petit-ami d'alors Irwansyah. Elle a également chanté pour l'album de la bande originale avec Irwansyah qui a été produit par Melly Goeslaw et son mari, obtenu double platine.
L'année suivante, Acha Septriasa et Irwansyah ont joué dans la romance pour adolescents L'amour c'est l'amour. Elle a également chanté un duo avec lui pour le film. Cette même année, elle a été identifiée comme la quatrième actrice indonésienne la mieux payée.
Acha Septriasa étudie la production cinématographique à l'Université de Limkokwing à Kuala Lumpur, elle retourne aussi fréquemment en Indonésie; elle a tourné son rôle pour Histoire d'amour, une histoire basée sur une légende traditionnelle, face à Irwansyah, tout en suivant des cours en Malaisie. Elle n'a pas l'intention de sortir un nouvel album, car cela prend trop de temps. En 2012, elle a annoncé qu'après avoir terminé ses études, elle avait l'intention de travailler dans un bureau; cependant, la même année, elle a été choisie pour deux films, sur lesquels elle a d'abord travaillé.